# P-Cymol
p-Cymol (para-Cymol), auch als Dolcymen oder Camphogen bezeichnet, ist ein aromatischer Kohlenwasserstoff, genauer ein Alkylbenzol, und gehört zu den monocyclischen Monoterpenen. Es ist eine farblose, entzündliche Flüssigkeit mit charakteristischem Geruch. Zusammen mit seinen beiden Isomeren gehört es zur Gruppe der Cymole und ferner zu den C4-Benzolen.

## Vorkommen und biologische Bedeutung
p-Cymol hat keine nachgewiesene biologische Aufgabe, dennoch kommt es in vielen Pflanzen wie Wermutkraut, Sternanis, Bay verschiedenen Minzen (Mentha spicata, Mentha pulegium, Mentha arvensis var. piperascens), Kampfer (Cinnamomum camphora), Wacholder (Juniperus communis) und Rosmarin vor. Die wichtigsten Pflanzen sind Koriander (Coriandrum sativum, bis zu 67300 ppm im Saatöl), Mexikanischer Drüsengänsefuß (Chenopodium ambrosioides, 730 bis 8000 ppm in der Pflanze), Boldo (Peumus boldus, 6000 bis 7500 ppm in den Blättern) und Sommer-Bohnenkraut (Satureja hortensis, 300 bis 6000 ppm in der Pflanze).

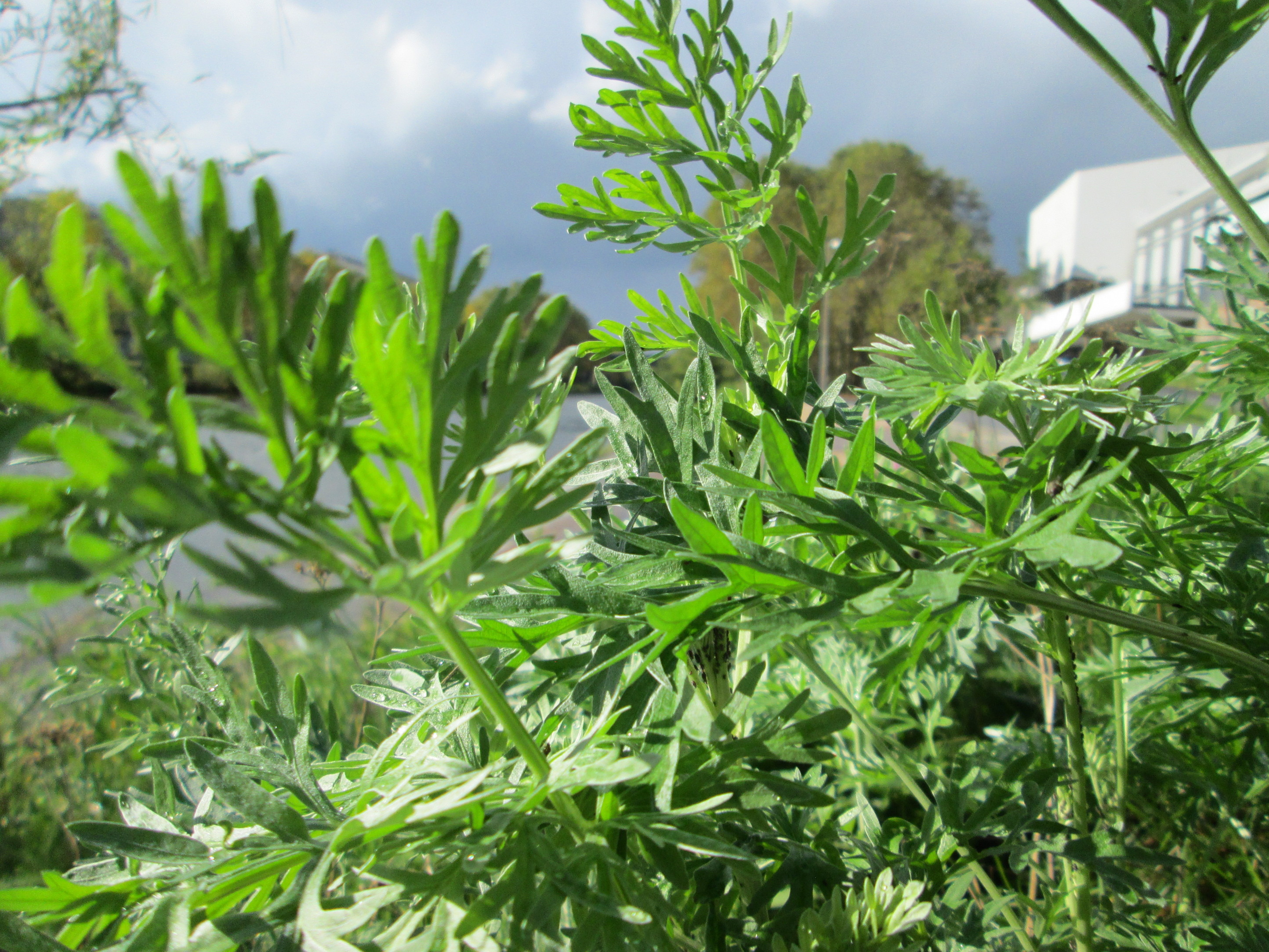
Wermutkraut
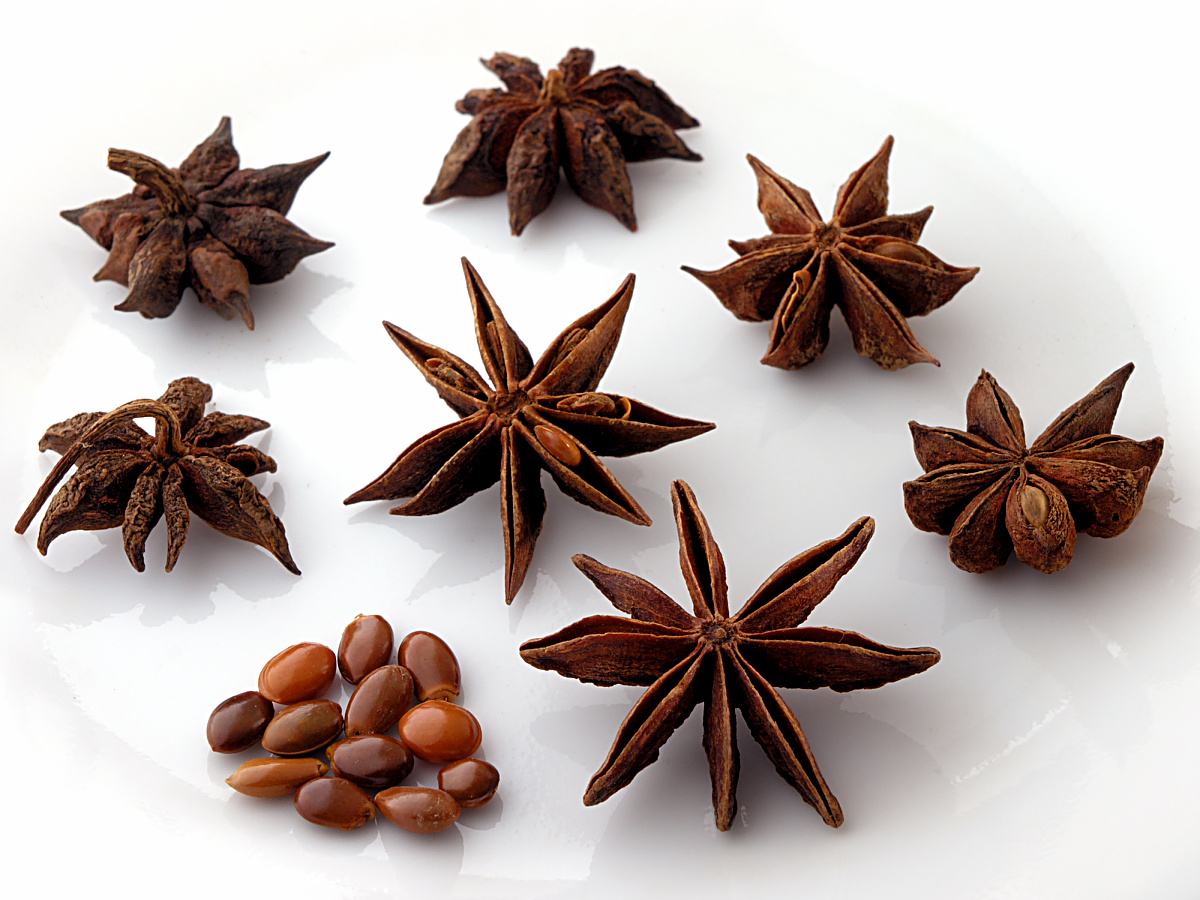
Sternanis
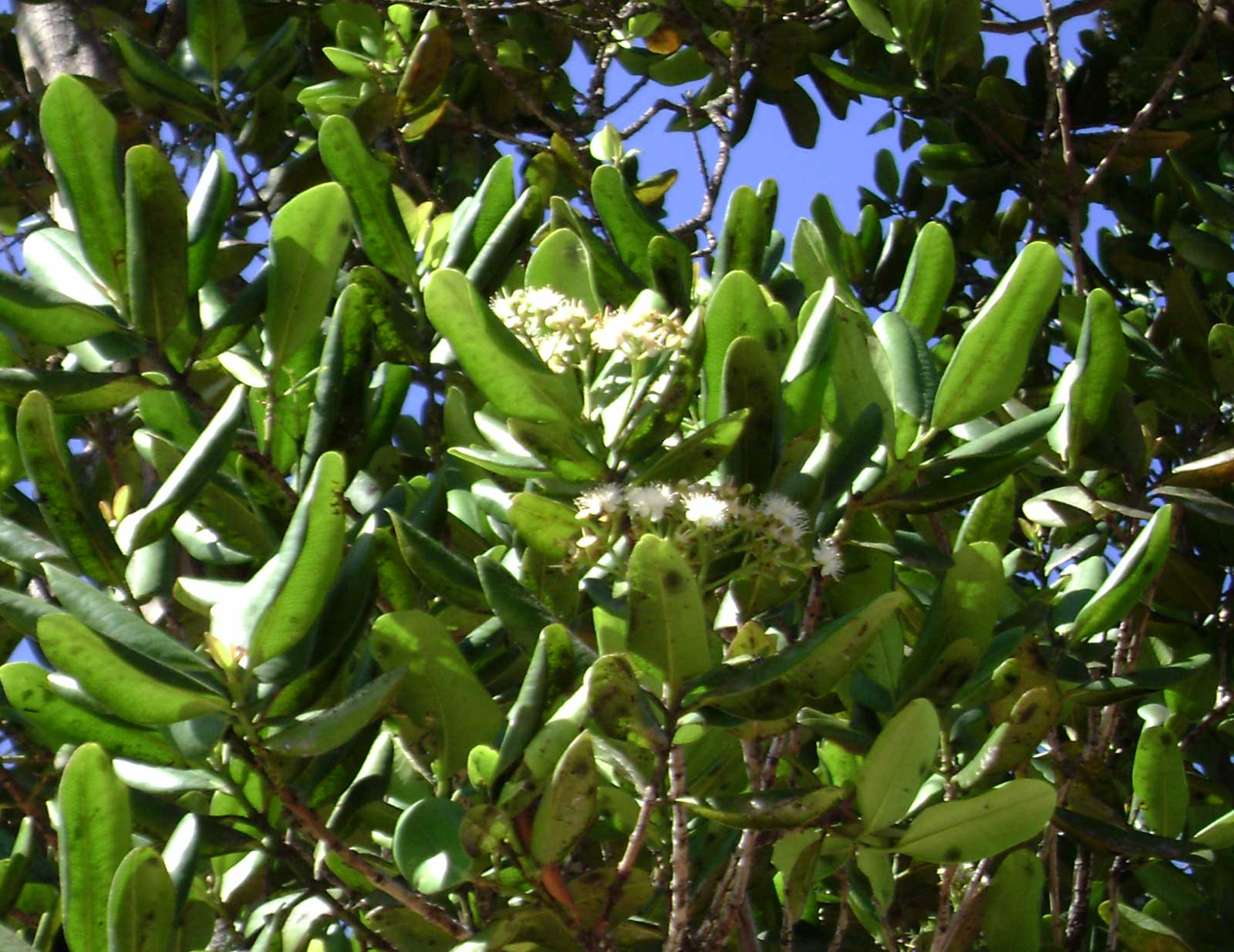
Bay
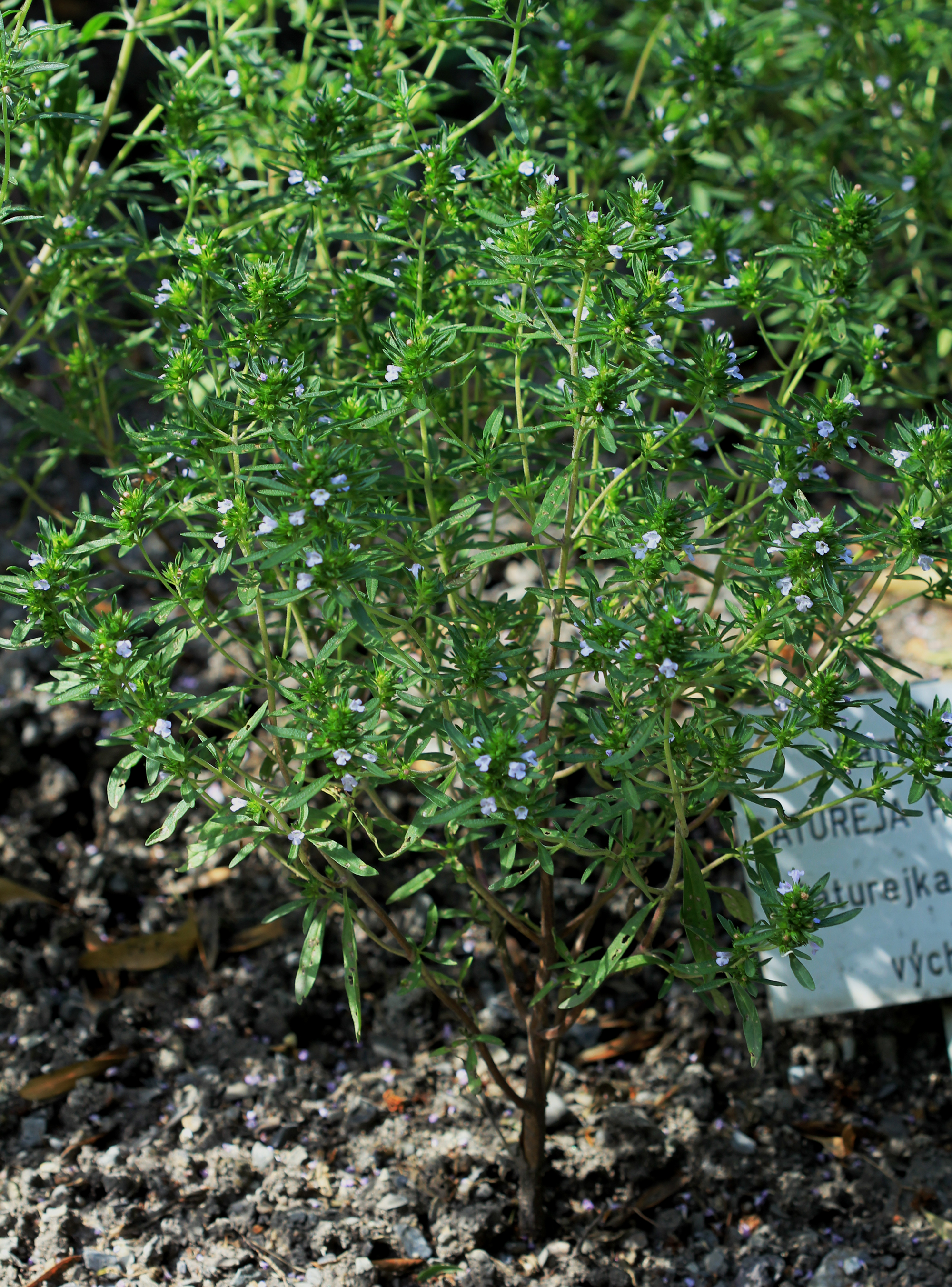
Sommer-Bohnenkraut
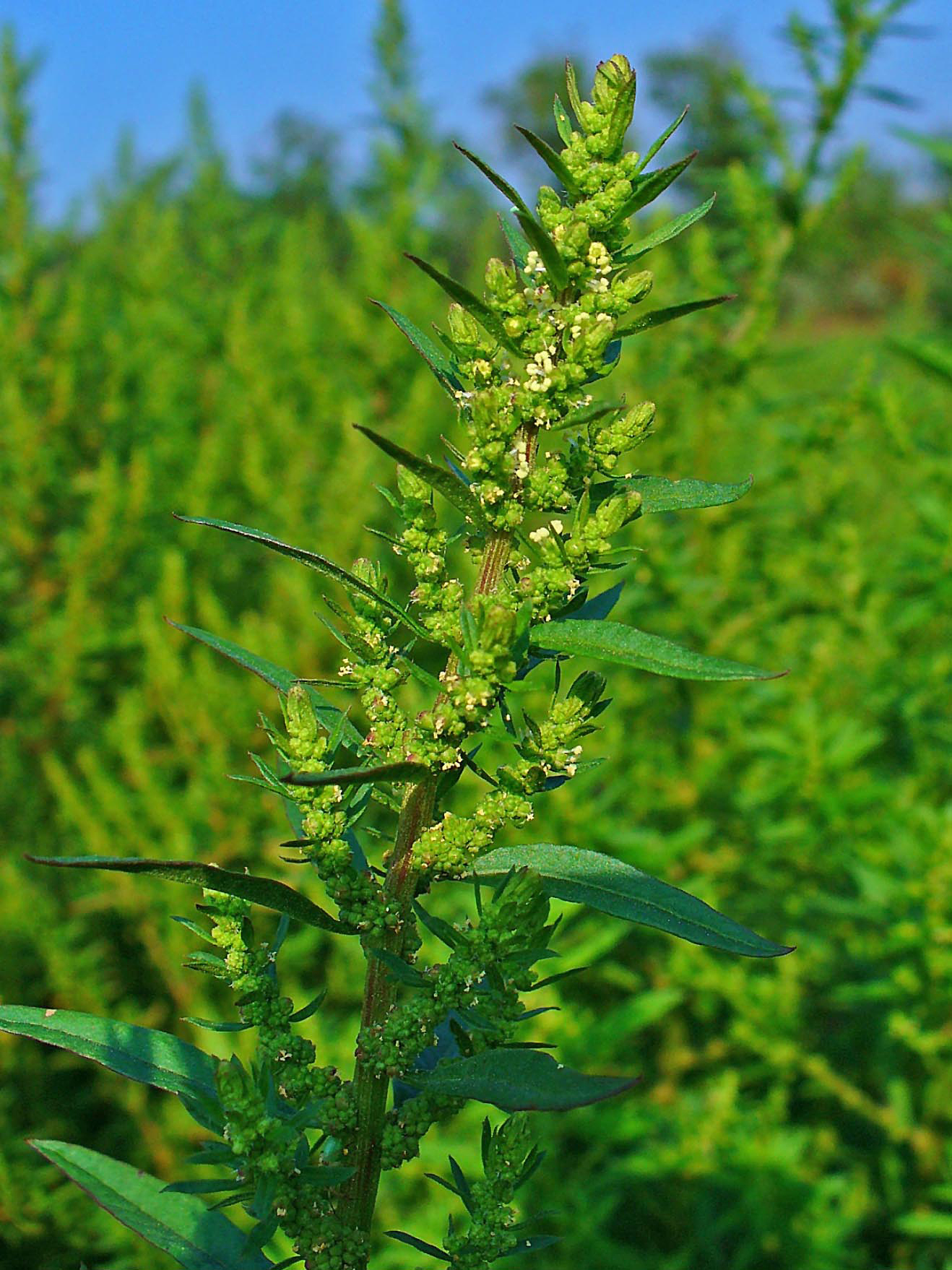
Mexikanischer Drüsengänsefuß

## Verwendung
p-Cymol ist ein gängiger Ligand für Rutheniumkomplexe. Die Ausgangsverbindung ist [(η6-Cymol)RuCl2]2. Dieser Halbsandwichkomplex wird durch die Reaktion von Ruthenium(III)-chlorid mit dem Terpen α-Phellandren hergestellt. Der Osmium-Komplex ist auch bekannt.

## Sicherheitshinweise
Der Flammpunkt der Flüssigkeit liegt bei 47 °C, die Zündtemperatur bei 435 °C. In Luftvolumenanteilen von 0,7 bis 5,6 % bildet es explosive Gemische. Ein MAK-Wert ist für p-Cymol nicht festgelegt.
Bei Inhalation führt p-Cymol zu Schwindel, Schläfrigkeit und Erbrechen. Die Haut entfettet es und rötet Haut und Augen. Bei Verschlucken führt die Flüssigkeit zu Durchfall, Kopfschmerzen, Übelkeit, Bewusstlosigkeit, Erbrechen und Schläfrigkeit.